# Amir Zaibi
Amir Zaibi (22 de maig de 1988) és un jugador d'escacs tunisià que té el títol de Gran Mestre des del 2002.
A la llista d'Elo de la FIDE del març de 2016, hi tenia un Elo de 2375 punts, cosa que en feia el jugador número 2 (en actiu) de Tunísia, el número 24 del continent africà. El seu màxim Elo va ser de 2375 punts, a la llista de desembre de 2015.

## Resultats destacats en competició
El març de 2015 fou campió del Torneig Zonal 4.1 de la Fide a Hammamet (Tunísia) i vàlid per a la classificació a la Copa del Món de 2015, on fou eliminat a la primera ronda pel GM Fabiano Caruana